# Freccia del Sud
Freccia del Sud è la denominazione che veniva attribuita dalle Ferrovie dello Stato ai treni Direttissimi prima ed Espressi poi che hanno collegato tra il 1953 ed il 2010 la città di Milano, con capolinea alla stazione Centrale, e la Sicilia, inizialmente con destinazioni Palermo e Siracusa ed in seguito con una sezione fino ad Agrigento.

## Storia
Il treno venne istituito il 23 maggio 1953. Fu la prima relazione ferroviaria della storia delle ferrovie italiane a collegare direttamente l'Italia settentrionale con quella meridionale, con una percorrenza di 1546 km tra Milano e Palermo, percorsi in 23 h e 55 min, e 1496 km percorsi in 22 h e 55 min tra Milano e Siracusa, con traghettamento nello stretto di Messina e senza alcun trasbordo. La sua velocità commerciale era elevatissima per gli standard dell'epoca, raggiungendo la media di 72 km/h tra Milano e Reggio Calabria Centrale.
Circolò come Direttissimo MS/SM (tali sigle identificavano le località di partenza e di arrivo: M=Milano, S=Siracusa) all'epoca delle grandi migrazioni interne, collegando Milano con Catania, Siracusa e Palermo; il convoglio per Palermo veniva separato dal treno originario, acquisendo una nuova numerazione, a Messina. A metà degli anni sessanta veniva eseguito da convogli particolarmente lunghi, che potevano comprendere fino a 19 carrozze, movimentati dalle E.646, le più moderne, potenti e veloci locomotive elettriche italiane in servizio all'epoca.
In seguito al successo della relazione, non potendo ulteriormente aumentare la composizione del treno, all'inizio degli anni settanta venne istituito il treno direttissimo Conca d'Oro per Palermo, quindi la Freccia del Sud non ebbe più in composizione le carrozze per Palermo, acquisendo invece quelle per Reggio Calabria ed Agrigento. Fino al 1975 il treno aveva la numerazione 574/575 ed aveva in composizione anche carrozze letto di 1ª classe e cuccette di 1ª e 2ª classe sulla tratta Milano-Siracusa, con una sezione che veniva staccata e ri-attaccata al ritorno a Catania; il tempo di percorrenza complessivo tra le due estremità era di 21 ore e la marcia era particolarmente raccomandata.
In seguito assunse i numeri 592/593, categoria che nella Prefazione Generale all'Orario di Servizio delle FS designava i treni più importanti, ma negli anni ottanta, in seguito al calo del traffico viaggiatori e all'istituzione di treni InterCity diurni giornalieri tra Milano e Napoli, divenne 790/791.
Nella primavera 2007 il treno cessò di essere giornaliero, diventando tri-settimanale; nell'ottobre dello stesso anno venne strutturato con partenza da Milano per quattro giorni alla settimana (con numerazione 823/824), mentre gli altri tre giorni ricopriva solamente la tratta Roma-Agrigento (con numerazione 853/854).
Da quando assunse la denominazione 790/791, il treno ebbe in prevalenza carrozze con posti a sedere, con l'eliminazione di tutti gli altri servizi ad eccezione di una sezione di carrozze a cuccette per Agrigento (normalmente 2 o 3 carrozze cuccette). Da giugno 2009 il treno divenne composto da 5 carrozze con soli posti a sedere.
Nei giorni in cui partiva da Milano, era il treno con la percorrenza interna più lunga circolante in Italia: la tratta fino ad Agrigento era lunga 1 604 km. Dal dicembre 2008, l'entrata in vigore del nuovo orario e l'apertura della nuova linea ad alta velocità Milano-Bologna, che completò l'asse meridiano della rete ad alta velocità italiana, produssero, paradossalmente, un aumento del tempo di percorrenza della Freccia del Sud, diventato di 23 ore e 10 minuti, con evidente peggioramento del servizio. Con l'emanazione dell'orario invernale 2009-2010, la denominazione Freccia del Sud scomparve definitivamente.

### La soppressione
Dal 1º marzo 2010 venne, infine, definitivamente eliminato il treno 823/824 Milano-Agrigento, lasciando solo l'853/854 Roma-Agrigento, che diventò giornaliero ma non ebbe maggiore fortuna, venendo eliminato in occasione dell'orario invernale 2011-2012.
Il mancato finanziamento e l'eliminazione del servizio ferroviario, un tempo prestigioso e poi sempre meno curato, che univa direttamente le due aree estreme della penisola furono motivati con la sua bassa redditività e con il fatto che è possibile raggiungere Milano con i treni veloci da Roma in meno tempo, anche se di fatto i costi di viaggio sono molto più elevati e vi sono maggiori disagi dovuti al cambio di treno.

## La Freccia del Sud nella cultura
La Freccia del Sud fu un mezzo di trasporto prediletto dai moltissimi italiani originari delle regioni meridionali che si spostavano al settentrione per cercare occupazione per poi periodicamente fare ritorno nella propria terra d'origine, entrando per questi motivi a far parte dell'immaginario collettivo italiano. Il treno è stato protagonista di diverse realizzazioni cinematografiche, tra cui il film Italiani di Maurizio Ponzi (1996), la cui trama si svolge praticamente tutta lungo il viaggio del treno in epoche differenti, ed ha ispirato testi di canzoni, come Ripensando alla Freccia del Sud, del 1976, di Umberto Tozzi. Freccia del Sud era anche il soprannome con cui veniva popolarmente chiamato il celebre velocista pugliese Pietro Mennea.